# Karl Georg Kaster
Karl Georg Kaster (* 18. Mai 1943 in Elberfeld; † 20. Juni 1997 in Trier) war ein deutscher Kunsthistoriker und Museumsdidaktiker.

## Leben
Karl Georg Kaster wurde als einziges Kind des kaufmännischen Prokuristen Wilhelm Heinrich Maria Kaster und Maria Kaster, geborene Oberbeck, geboren. Nach dem Abitur am Städtischen naturwissenschaftlichen Carl-Duisberg-Gymnasium Wuppertal-Barmen 1962, studierte Kaster Kunstgeschichte (Germanistik, Geschichte, Archäologie und Philosophie) an der Ludwig-Maximilians-Universität München. Während seiner Studienzeit übernahm er 1971 als Tutor Vermittlungsaufgaben beim Institut „Junior Year in Munich an der Universität München“ und engagierte sich ab 1972 am Museumspädagogischen Zentrum München. Er promovierte 1973 bei Friedrich Piel.  Als redaktioneller Mitarbeiter an den Bänden 1 (1973) bis 3 (1974) der „Ikonographie der Heiligen“ (Bände 5 bis 7 der Gesamtausgabe, Verlag Herder), konnte er sich in Fachkreisen profilieren. In den von Kaster herausgegebenen Publikationen, die in Autorenteams entstanden, vereinte er wissenschaftliche Präzision mit narrativer Analyse, um auch eine nicht fachspezifische Leserschaft zu erreichen. Karl Georg Kaster verstarb während der Vorbereitungen zur Europaratsausstellung „1648. Krieg und Frieden in Europa“. Er war für dieses Großprojekt seit 1994 als stellvertretender Ausstellungskommissar im Team von Klaus Bußmann (Direktor des Westfälischen Landesmuseums für Kunst und Kulturgeschichte Münster, Ausstellungskommissar) tätig und für den Ausstellungsbereich Osnabrück verantwortlich. Die Europaratsausstellung wurde 1998 in Osnabrück und Münster erfolgreich präsentiert.
Karl Georg Kaster hatte aus seiner ersten Ehe einen Sohn und eine Tochter, aus seiner zweiten Ehe zwei Töchter.

## Beruflicher Werdegang
16. September 1974 – 31. Dezember 1981 Museumspädagoge und stellvertretender Leiter im Kunstpädagogischen Zentrum (heute: Kunst- und Kulturpädagogisches Zentrum der Museen, KPZ) in Nürnberg.
1974/1975 Nebentätigkeit im Städtischen Labenwolf-Gymnasium Nürnberg und im Nürnberg-Kolleg (heute: Hermann-Kesten-Kolleg Nürnberg) in den Fächern Kunsterziehung und Musik.
ab 1. Januar 1982 Museumspädagoge und Kurator im Kulturgeschichtlichen Museum der Stadt Osnabrück, von 1983 bis 1992 zusätzlich Lehrauftrag an der Universität Osnabrück für Museumspädagogik bzw. Museumsdidaktik.

## Arbeitsschwerpunkte
Karl Georg Kasters Arbeitsschwerpunkt war die Vermittlung kunsthistorischer Erkenntnisse zu Fragen der Bild- und Gestaltungsästhetik. Als Ausstellungskurator und Herausgeber diverser Ausstellungskataloge leistete er dazu maßgebliche Beiträge. Als Museumsdidaktiker war ihm eine intensive Einbindung von Gruppen in Arbeitskreisen stets die Mühe wert, die eine solche Organisationsform für Konzeption und Umsetzung von Ausstellungen impliziert. Denn er war überzeugt, dass ein regionales Museum nur in der Partizipation im Sinne eines reziproken Austausches Zukunft haben würde.

## Veröffentlichungen (Auswahl)
Nachfolgend eine Auswahl an Ausstellungen, die Karl Georg Kaster konzipierte und deren Kataloge er federführend realisierte:
- Das Porträt – vom Kaiserbild zum Wahlplakat. Eine Ausstellung des Kunstpädagogischen Zentrums im Germanischen Nationalmuseum, Nürnberg 1977.
- Kunstgeschichtliche Terminologie (Schriften des KPZ im Germanischen Nationalmuseum Nürnberg, Bd. 6), Nürnberg 1978.
- Reformation in Nürnberg: Umbruch und Bewahrung. Ausstellung im Germanischen Nationalmuseum Nürnberg, 12. Juni – 2. September 1979; gleichnamiger Katalog zur Ausstellung (Schriften des KPZ im Germanischen Nationalmuseum Nürnberg, Bd. 9), Nürnberg 1979.
- Osnabrück. 1200 Jahre – Fortschritt und Bewahrung. Profile bürgerlicher Identität. Ausstellung Kunsthalle Osnabrück 15. Juli – 16. November 1980; gleichnamiger Katalog zur Ausstellung, Nürnberg 1980.
- Felix Nussbaum (1904 Osnabrück – 1944 Auschwitz). Eine biographische und ikonographische Deutung seines Werks, Köln 1989.
- Vierzig Jahre Wahlkampfwerbung in der Bundesrepublik. Eine Ausstellung im Kulturgeschichtlichen Museum Osnabrück, in: Jahrbuch der Werbung in Deutschland, Österreich und der Schweiz, Heft 27, Berlin: Econ Verlag, 1990, S. 40–44.
- Felix Nussbaum. Verfemte Kunst – Exilkunst – Widerstandskunst. Ausstellung im Kulturgeschichtlichen Museum Osnabrück, 6. Mai – 26. August 1990; gleichnamiger Katalog zur Ausstellung (Osnabrücker Kulturdenkmäler – Beiträge zur Kunst und Kulturgeschichte der Stadt Osnabrück, Bd. 3) Bramsche 1990.
- Adolf Frohner. Emanzipation des Fleisches. Ausstellung Kunsthalle Osnabrück 17.2.–31.3.1991 in der Reihe „Vermächtnis – Hommage à Felix Nussbaum“; gleichnamiger Katalog zur Ausstellung, Bramsche 1991.
- V.D.M.I.AE. Gottes Wort bleibt in Ewigkeit. 450 Jahre Reformation in Osnabrück. Ausstellung 18. April – 29. August 1993 St. Marienkirche Osnabrück; gleichnamiger Katalog (Osnabrücker Kulturdenkmäler – Beiträge zur Kunst- und Kulturgeschichte der Stadt Osnabrück, Bd. 6) Bramsche 1993.